# 策勒乡
策勒乡，是中华人民共和国新疆维吾尔自治区和田地區策勒县下辖的一个乡镇级行政单位。

## 行政区划
策勒乡下辖以下地区：
铁热克艾日克村、其格勒克艾日克村、琼库勒村、阿克库勒村、托格拉克艾格勒村、乌喀迪村、玛合玛勒村、尤喀克加依村、加依村、托万加依村、乌其坤塞盖村、阿日希村、麻扎库勒村、吾格日克村、托帕艾日克村、托帕村、康喀勒村、巴什玉吉买村和托万托格拉克村。